# Клан Ньютон
Клан Ньютон (англ. Clan Newton) — один з кланів рівнинної частини Шотландії — Лоулендсу. На сьогодні клан Ньютон не має визнаного герольдами Шотландії та лордом Лева вождя, тому називається в Шотландії «кланом зброєносців».
Гасло клану: Pro Patria — За батьківщину (лат.)

## Історія клану Ньютон
Назва клану Ньютон має територіальне походження, назва походить від слів «нове місто». Назва і прізвище Ньютон зустрічається в різних регіонах Англії, Шотландії, Уельсу, Ірландії. Вважається, що клан має англо-кельтське походження. Прізвище і назва клану Ньютон зустрічається у багатьох історичних документах Британських островів. Гуннора де Невтон (англ. — Gunnora de Neutone) з графства Суффолк (Англія) згадується в документі «Хандрід Роллс», що датується 1273 роком. Вільям де Невтон згадується як платник податків з Західного Йоркширу в 1379 році.
У 1296 році король Англії Едвард І Довгоногий завоював Шотландію і примусив вождів шотландських кланів присягнути йому на вірність і підписати відповідний документ — «Рагман Роллс». Серед інших вождів шотландських кланів у цьому документі фігурують Х'юв де Невтон та Джеймс де Невтон з околиць Единбурга. В історичних та судових документах, що датовані 1430 роком згадується Олександр де Ньютаун.
Вожді клану Ньютон взяли собі прізвище від назви приходу Ньютон в Мідлотіані, де вони володіли землями.
Джеймс де Ньютон взяв собі прізвище від назви землі Ньютон в приході Бердрул, де він був пастором у 1479 році.
В 1446 році в Глазго жив Джон де Ньютон. Інший Джон Невтон, що згадується в рукописі «Скотсмен» відвідував по справах Англію і йому була гарантована безпека спеціальним документом, що був датований 1463 роком.
Томас Ньютон був хрещений в церкві Святого Пітера в Кронхіллі (Шотландія) в 1683 році.